# Protektorwerk Florenz Maisch

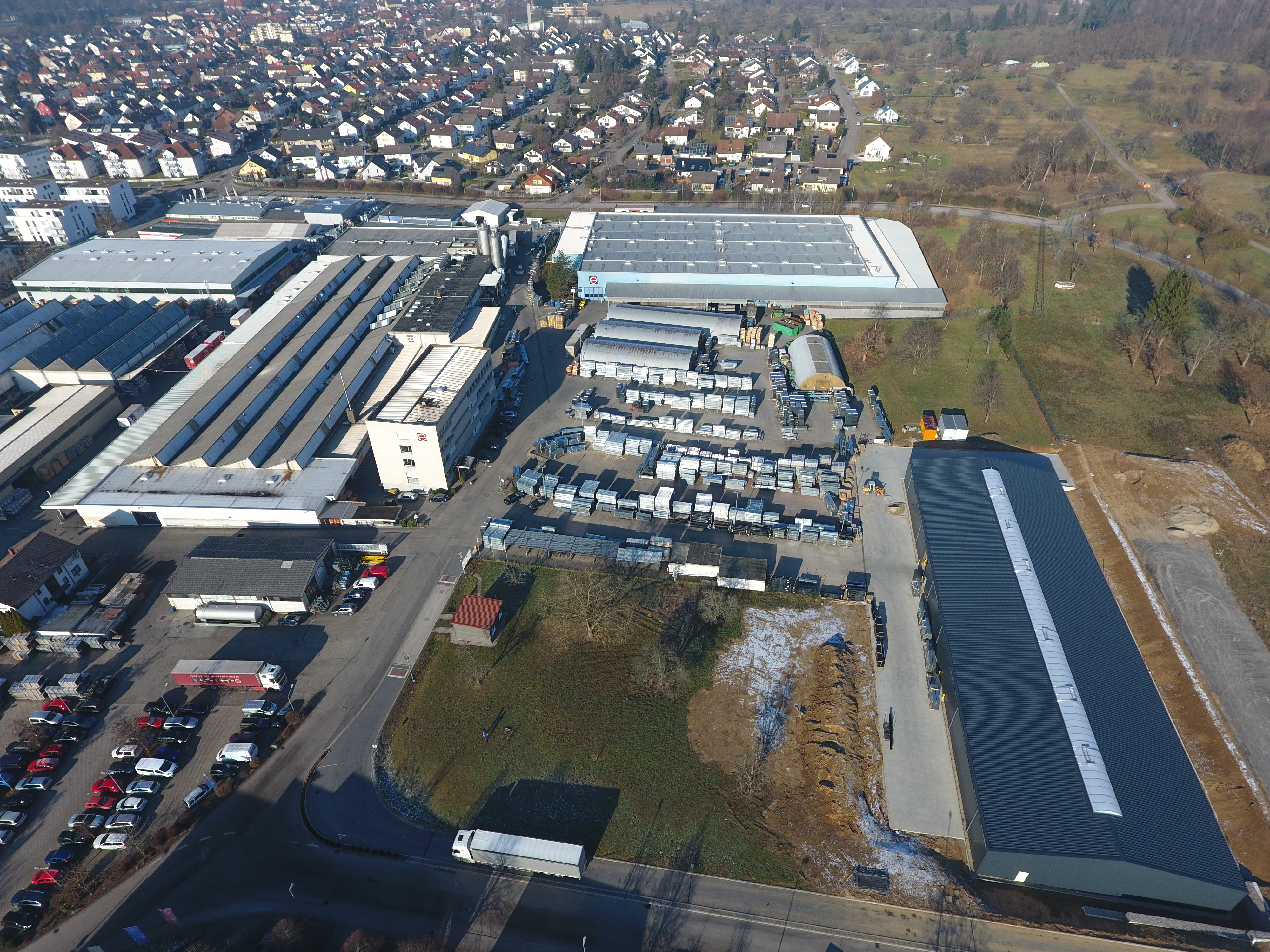
Werk Gaggenau (2017)

Die Protektorwerk Florenz Maisch GmbH & Co. KG ist ein 1903 gegründetes Familienunternehmen, das sich auf die Produktion von Bauprofilen spezialisiert hat. Das Unternehmen hat seinen Hauptsitz in Gaggenau (Baden-Württemberg). Tochterunternehmen in England, Belgien, Frankreich, Spanien, Schweiz, Österreich, Kroatien, Polen und der Türkei unterstützen das Vertriebsnetzwerk des Profilherstellers außerhalb von Deutschland.

## Geschichte
1903 gründete Florenz Maisch eine Stanzerei, Metallwaren- und Werkzeugfabrik in Gaggenau. In den 1920er Jahren stellte das Familienunternehmen erstmals Putzprofile für den Innen- und Außenbereich her. 1930 gelang es Maisch, die Schenkel der bis dato gefertigten Putz-Eckleisten nicht wie bisher in gelochter Form herzustellen, sondern streckmetallartig auszubilden. Am 10. September 1944 wurde das Protektorwerk beim ersten Bombenangriff auf Gaggenau vollständig zerstört. Nach dem Wiederaufbau startete die Produktion von Kunststoffprofilen in den 1960er Jahren. Nach der Einführung neuer, materialschonender Produktionsverfahren wurde Protektor 2013 mit dem Deutschen Rohstoffeffizienzpreis und Umwelttechnikpreis ausgezeichnet.